# Andrzej Władysław Gólski
Andrzej Władysław Gólski (ur. 24 września 1935 w Świeciu, zm. 18 czerwca 1991 w Katowicach) – etnograf, kustosz Muzeum Pierwszych Piastów na Lednicy, kustosz Działu Etnograficznego Muzeum Regionalnego w Wolsztynie, kierownik Skansenu Budownictwa Ludowego Zachodniej Wielkopolski w Wolsztynie, członek poznańskiego oddziału Polskiego Towarzystwa Ludoznawczego, Polskiego Towarzystwa Turystyczno-Krajoznawczego oraz Klubu Inteligencji Katolickiej w Poznaniu.

## Życiorys
Ukończył szkołę podstawową w Świeciu, następnie tylko przez rok kontynuował naukę w liceum, gdzie przez konflikt z działaczem Związku Młodzieży Polskiej musiał przenieść się do Technikum Budowlanego w Bydgoszczy. Później pracował w Bydgoskim Przedsiębiorstwie Budowlano-Montażowym. W latach 1956–1958 odbył zasadniczą służbę wojskową jako saper, rozminował m.in. Zalew Szczeciński. Studia na kierunku etnograficznym rozpoczął w 1959 na Uniwersytecie im. Adama Mickiewicza w Poznaniu. Chciał zajmować się badaniem ludów Oceanii, jednak promotorka jego pracy licencjackiej, Maria Frankowska, znając jego wykształcenie budowlane, zachęciła go do zajęcia się budownictwem ludowym.
Gólski od 1962 należał do oddziału poznańskiego Polskiego Towarzystwa Ludoznawczego. Przez wiele lat był członkiem zwyczajnym Klubu Inteligencji Katolickiej w Poznaniu. Był zapalonym turystą i działaczem Polskiego Towarzystwa Turystyczno-Krajoznawczego. Organizował spływy kajakowe w kraju i za granicą oraz wędrówki rowerowe z młodzieżą po Polsce oraz dwukrotnie do Rzymu.
Umarł 18 czerwca 1991 w klinice w Katowicach na nieuleczalną chorobę zaniku mięśni (SLA).
Spoczywa na cmentarzu Junikowskim w Poznaniu.

## Życie prywatne
W 1965 ożenił się z Haliną Elminowską, technologiem chemikiem, z którą miał trzech synów: Ziemowita, Radosława i Ludomira, etnologa z wykształcenia.

## Praca zawodowa

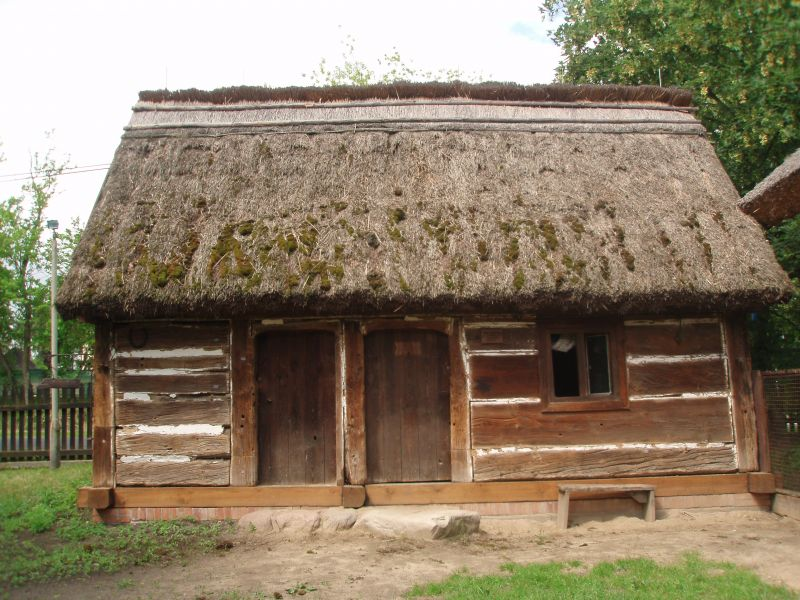
Chałupa w muzeum w Wolsztynie

Po ukończeniu studiów odbył staż pracując w Muzeum Etnograficznym w Toruniu, jako asystent przy budowie Parku Etnograficznego. W tamtym czasie odbył podróż po wszystkich skansenach w Polsce oraz ówczesnych krajów demokracji ludowej (m.in. Czechosłowacja, Węgry). W 1966 przeniósł się do Witaszyc, gdzie objął stanowisko kierownika robót remontowych. Dwa lata później otrzymał propozycję pracy przy budowie przyszłego Parku Etnograficznego, w związku z czym przeniósł się wraz z rodziną do Poznania. Objął stanowisko w dziale Wojewódzkiego Konserwatora Zabytków. Najpierw pracował w Muzeum Rolnictwa w Szreniawie jako kierownik pracowni konserwatorskiej, następnie jako zastępca dyrektora ds. administracyjnych. W końcu, kiedy w 1972 roku w Poznaniu zapadła ostateczna decyzja o lokalizacji Parku Etnograficznego przy Muzeum Początków Państwa Polskiego na Lednicy, został przeniesiony na mocy porozumienia stron i objął stanowisko kustosza, realizując budowę Wielkopolskiego Parku Etnograficznego. Tego samego roku na zlecenie władz Wolsztyna, opracował założenia naukowo-programowe i organizacyjne Parku Etnograficznego z planem etapowym budowy skansenu. Konsekwencja było przeniesienie się Gólskiego do Wolsztyna na stanowisko kustosza w dziale etnograficznym Muzeum Regionalnego, w którym nadzorował i kierował budową Skansenu Budownictwa Ludowego Zachodniej Wielkopolski w 1976 roku, aż do 1991 roku. W tym czasie prowadził intensywne prace terenowe, prowadził również rozeznanie obiektów typowych dla muzeów skansenowskich (m.in. w 1978 roku dla projektowanego skansenu w Żerkowie). Przez cały czas wykonywał dokumentację inwentaryzacyjne i konserwatorskie obiektów dla muzeum w Wolsztynie, dla Wielkopolskiego Parku Etnograficznego na Lednicy, dla muzeów w Sieradzu i Kaliszu. W tym czasie opracował Zarys programowy skansenu etnograficznego Ziemi Kaliskiej w Kaliszu i Założenia programowe dla Sieradzkiego Parku Etnograficznego, w którym pracował w latach 1983-1990 jako konsultant na stanowisku kustosza. W 1977 został powołany w skład Zespołu Doradczego ds. Parków Etnograficznych i Budownictwa Drewnianego przy Zarządzie Muzeów i Ochrony Zabytków MKiS. Uczestniczył w większości konferencji poświęconych tematyce skansenowskiej, przedstawiając własne opracowania. Zwiedził większość muzeów na wolnym powietrzu w krajach skandynawskich: Szwecji, Danii, Norwegii i Finlandii, oraz w Niemczech. Pracę doktorską na temat budownictwa ludowego Wielkopolski zaczął pisać u Józefa Burszty, a po jego śmierci w 1987 roku kontynuował doktorat, którego nie dokończył u Mariana Pokropka.

## Publikacje (wybrane)
Opublikował liczne artykuły naukowe i komunikaty:
- Wielkopolski Park Etnograficzny nad jeziorem Lednickim. Problematyka wybranych zagadnień. (Mater. MBL 22, 1976).
- Zarys historyczny powstania muzeów skansenowskich w Europie i ich klasyfikacja. [w:] Muzea skansenowskie w Polsce, red. W. Rogala, "Biblioteka Muzeum Narodowego Rolnictwa w Szreniawie" 2, Poznań 1972.
- Muzeum Rolnictwa w Kopenhadze. "Rocznik Muzeum Narodowego Rolnictwa w Szreniawie" 7, 1974.
- Muzea na wolnym powietrzu w zachodniej Polsce. [w:] Muzea skansenowskie w Polsce, "Biblioteka Muzeum Narodowego Rolnictwa w Szreniawie", red. F. Midura, J. Czajkowska, M. Czajnik, Poznań 1979.
- Oświatowo-kulturalne i rekreacyjne funkcje muzeów etnograficznych na wolnym powietrzu. [w:] Funkcje społeczne etnologii, red. Z. Jasiewicz, Poznań 1979.

Część dorobku naukowego na temat budownictwa ludowego Wielkopolski i opracowań dokumentacji naukowej sporządzonej na potrzeby ekspozycji skansenowskiej pozostawił w maszynopisach.